# Edain
Edain (en singular adan) es un nombre que se da a la raza de los hombres en sindarin, en las historias sobre la Tierra Media escritas por J. R. R. Tolkien. El nombre significa ‘los segundos’, en referencia a que los hombres son los segundos hijos de Ilúvatar. Sin embargo, desde la Primera Edad del Sol, se considera edain únicamente a aquellos hombres que entraron en Beleriand y se convirtieron en los aliados de los elfos en su lucha contra Morgoth

## Historia
La primera noticia que tienen los elfos sobre la existencia de los hombres les viene de Aman, cuando los Valar les hablan de que ellos son los primogénitos de Ilúvatar, mientras que después vendría una segunda raza que serían los segundos hijos. Melkor sembró dudas y desconfianza respecto a los hombres, sobre todo entre los elfos Noldor.
No fue sino hasta el año 310 de la Primera Edad que los elfos de Beleriand (Noldor y Sindar) conocen a los primeros hombres, cuando el rey Finrod, en camino de una cacería, se pierde en el bosque de Ossiriand y ahí escucha su canto. Sigilosamente Finrod se acerca a ellos y maravillado espera a que se queden dormidos. Cuando lo hacen, Finrod se introduce en su campamento y comienza a cantar con su arpa sobre Valinor y los Dos Árboles. Los hombres no entienden su idioma, pero el cantar de Finrod es tan puro que las imágenes mentales que les provoca su canto hacen que entiendan de qué habla. Desde entonces, Finrod es conocido como Nom, que significa Sabiduría.

### Las Tres Casas de los Edain
- Estos primeros hombres seguían a uno llamado Bëor. Finrod consigue que el rey de Beleriand, Thingol, les conceda vivir primero en la región de Estolad y luego junto con los Noldor de Finrod, en el bosque de Dorthonion. Estos hombres serían conocidos como la Primera Casa de los Edain, o la Casa de Bëor.

- Posteriormente, en la región de Thargelion, gobernada por Caranthir, hijo de Fëanor, aparecen los hombres que se conocerían como los Haladim. Son hombres del bosque, y bajo permiso de Thingol, consiguen establecerse posteriormente en el bosque de Brethil, al oeste del bosque de Doriath. Son los que se conocerían después como la Segunda Casa de los Edain o la Casa de Haleth. De acuerdo a lo dicho en los Cuentos inconclusos, los acompañan también los hombres conocidos como drúedain, ancestros de los Woses de la Tercera Edad.

- Por último llegaron los hombres que serían conocidos posteriormente como la Tercera Casa de los Edain o la Casa de Hador, eran hombres guerreros muy organizados, que consiguieron vivir como vasallos del Rey Supremo de los Noldor, Fingolfin, en la tierra de Dor-lómin. Por los que se sabe, los Rohirrim de la Tercera Edad están emparentados con la Casa de Hador, los ancestros de los rohirrim pertenecían al grupo de hombres que después entraron a Beleriand y se les conocería como la Tercera Casa, pero estos ancestros permanecieron al oriente de las Montañas Nubladas y no entraron ni en Eriador ni en Beleriand.

El resto de los hombres que llegaron a intervenir en la historia de Beleriand no son considerados Edain propiamente.

### Dúnedain
Cuando terminó la Primera Edad, después de la Guerra de la Cólera y del hundimiento de Beleriand por la furia de los Valar, los Edain se habrían quedado sin hogar, pero fueron premiados por su ayuda en las guerras contra Morgoth y como recompensa por sus muchos sufrimientos, se les entregó la isla de Númenor para que habitaran allí. Fueron en barcos y guiados por la estrella de Eärendil llegaron a la isla en donde comenzaron la historia del reino de Númenor. Se les concedió desde entonces a los Edain una vida más larga que la del normal del resto de los hombres. Su primer rey fue Elros Tar-Minyatur, medio elfo, el hijo de Eärendil que eligió el destino de los hombres para sí mismo.
Desde entonces, los Edain fueron conocidos como Dúnedain ("Hombres del Oeste" en la lengua quenya) o simplemente como Númenóreanos.
Tras la Caída de Númenor, los Dúnedain que consiguieron salir vivos y llegaron de regreso a la Tierra Media fueron conocidos como Dúnedain del Norte (aquellos que habitaron en Arnor) y Dúnedain del Sur (aquellos que habitaron en Gondor).
- Datos: Q1750998